# Петроліно
Петроліно — (біл. вёска Петраліна), село (веска) в складі Логойського району розташоване в Мінській області Білорусі, підпорядковане Нестановицькій сільській раді.
Село Петроліно розташоване в центральних районах Білорусі, у північній частині Мінської області - орієнтовне розташування.